# Torneo de Acapulco 2016
El Abierto Mexicano Telcel 2016 fue un evento de tenis ATP 500 en su rama masculina y WTA International Tournaments en la femenina. Se disputó en el Puerto de Acapulco, Guerrero (México), en el complejo Fairmont Acapulco Princess y en pistas duras al aire libre, siendo parte de un conjunto de eventos que hacen de antesala al Masters de Indian Wells 2015, entre el 21 y el 27 de febrero de 2016 en los cuadros principales masculinos y femeninos, la etapa de clasificación se disputó desde el 20 de febrero.

## Cabezas de serie

### Individuales masculinos
| Tenista         | Ranking | Preclasificado |
| David Ferrer    | 6       | 1              |
| Kei Nishikori   | 7       | 2              |
| Marin Čilić     | 12      | 3              |
| Milos Raonic    | 13      | 4              |
| Dominic Thiem   | 15      | 5              |
| Bernard Tomic   | 20      | 6              |
| Ivo Karlović    | 26      | 7              |
| Grigor Dimitrov | 28      | 8              |

- Ranking del 15 de febrero de 2016

### Dobles masculinos
| Tenistas                          | Ranking | Preclasificado |
| Juan Sebastián Cabal Robert Farah | 50      | 1              |
| Raven Klaasen Rajeev Ram          | 54      | 2              |
| Alexander Peya Philipp Petzschner | 63      | 3              |
| Treat Huey Max Mirnyi             | 65      | 4              |

### Individuales femeninos
| Tenista                   | Ranking | Preclasificada |
| Victoria Azarenka         | 15      | 1              |
| Sloane Stephens           | 24      | 2              |
| Anastasiya Pavliuchenkova | 25      | 3              |
| Johanna Konta             | 27      | 4              |
| Alison Van Uytvanck       | 42      | 5              |
| Johanna Larsson           | 48      | 6              |
| Danka Kovinić             | 50      | 7              |
| Yanina Wickmayer          | 53      | 8              |

- Ranking del 15 de febrero de 2016

### Dobles femeninos
| Tenistas                                       | Ranking | Preclasificada |
| Anabel Medina Garrigues Arantxa Parra Santonja | 69      | 1              |
| Kiki Bertens Johanna Larsson                   | 103     | 2              |
| Lara Arruabarrena Paula Cristina Gonçalves     | 132     | 3              |
| Jocelyn Rae Anna Smith                         | 136     | 4              |

## Campeones

### Individuales masculinos
Dominic Thiem venció a  Bernard Tomic por 7-6(6), 4-6, 6-3

### Individuales femeninos
Sloane Stephens venció a  Dominika Cibulková por 6-4, 4-6, 7-6(5)

### Dobles masculinos
Treat Huey /  Max Mirnyi vencieron a  Philipp Petzschner /  Alexander Peya por 7-6(5), 6-3

### Dobles femenino
Anabel Medina Garrigues /  Arantxa Parra Santonja vencieron a  Kiki Bertens /  Johanna Larsson por 6-0, 6-4